# Shinji
Shinji ist ein männlicher Vorname.

## Herkunft und Bedeutung
Shinji ist japanischer Herkunft. Die verwendeten Kanji-Zeichen bedeuten:
- Zeichen für Shin
  - 伸 „ausdehnen“
  - 真 „Wahrheit, Wirklichkeit“
  - 進 „Fortschritt“
  - 新 „neu“
  - 慎 „Demut“
  - 信 „Vertrauen, Glaube“
- Zeichen für Ji
  - 治 „regieren“
  - 司 „steuern“
  - 二 „zwei, Zweiter“
  - 士 „Herr, Samurai“

## Namensträger
- Shinji Ebisawa (jap. 蛯沢 伸治, Ebisawa Shinji; * 1977), japanischer Biathlet und Skilangläufer
- Shinji Himeno (* 1966), japanischer Maler
- Shinji Hirai (jap. 平井 伸治, Hirai Shinji; * 1961), japanischer Politiker und Gouverneur der Präfektur Tottor
- Shinji Kagawa (jap. 香川 真司, Kagawa Shinji; * 1989), japanischer Fußballspieler
- Shinji Matsuura (jap. 松浦 進二, Matsuura Shinji; * 1964), japanischer Badmintonspieler
- Shinji Mikami (jap. 三上 真司 Mikami Shinji, * 1965), japanischer Spieleentwickler
- Shinji Nagashima (jap. 永島 慎二 Nagashima Shinji; 1937–2005), japanischer Mangaka
- Shinji Nakamoto (jap. 中本 新二, Nakamoto Shinji; * 1945), japanischer Bogenschütze
- Shinji Nakano (jap. 中野 信治, Nakano Shinji; * 1971), japanischer Formel-1-Rennfahrer
- Shinji Okazaki (jap. 岡崎 慎司, Okazaki Shinji; * 1986), japanischer Fußballspieler
- Shinji Ono (jap. 小野 伸二 Ono Shinji; * 1979), japanischer Fußballspieler
- Shinji Orito (jap. 折戸 伸治, Orito Shinji; * 1973), japanischer Komponist und Arrangeur
- Shinji Sōmai (jap. 相米慎二 Sōmai Shinji; 1948–2001), japanischer Regisseur
- Shinji Takahira (jap. 高平 慎士, Takahira Shinji; * 1984), japanischer Leichtathlet
- Shinji Tarutoko (jap. 樽床 伸二, Tarutoko Shinji; * 1959), japanischer Politiker (DPJ)